# انتونیو لانگاس
انتونیو لانگاس (انگلیسی: Antonio Longás؛ زادهٔ ۲۴ اوت ۱۹۸۴) بازیکن فوتبال اهل اسپانیا است.
از باشگاه‌هایی که در آن بازی کرده‌است می‌توان به باشگاه فوتبال راسینگ سانتاندر، باشگاه فوتبال رئال ساراگوسا، باشگاه فوتبال سابادل، باشگاه خیمناستیک تاراگونا، باشگاه فوتبال بارسلونا بی، باشگاه ورزشی تنریف، و باشگاه فوتبال بارسلونا اشاره کرد.
وی همچنین در تیم ملی فوتبال Aragon بازی کرده‌است.